# Дерменка
Хижа Дерменка се намира в едноименната местност в Троянската планина, дял от Средна Стара планина. Построена е в периода 1961 – 1964 година и представлява двуетажна постройка с капацитет 86 места. Хижа Дерменка е пункт от европейски маршрут E3 (Ком - Емине).

## Съседни обекти
| Изходни точки        | Изходни точки |
| -------------------- | ------------- |
| Троянски проход      | 2,45 ч.       |
| Сопотски лифт        | 3,00 ч.       |
| гара Кърнаре         | 3,30 ч.       |
| град Сопот           | 7,00 ч.       |
| Хижи                 |               |
| Добрила              | 3,00 ч.       |
| Козя стена           | 4,45 ч.       |
| Други                |               |
| заслон Орлово гнездо | 1,00 ч.       |
| резерват Стенето     |               |